# All Because Of You
All Because Of You (укр. Все через тебе) — дебютний сингл фінського рок-гурту Sunrise Avenue з альбому On The Way To Wonderland. Текст пісні був написаний Саму Хабером та Майклом Блейром. Автор музики — Саму Хабер. Відеокліпу до пісні відзнято не було. Сингл був виданий у трьох версіях (CD, Maxi, Promo).

## Трек-лист
- All Because Of You (3:52)

## Учасники запису
- Arranged By — Sunrise Avenue
- Bass, Backing Vocals — Raul Ruutu
- Drums — Teijo Jämsä
- Guitar, Backing Vocals — Janne Kärkkäinen
- Keyboards — Jukka Backlund
- Lyrics By — Michael Blair, Samu Haber
- Mastered By — Svante Forsbäck
- Mixed By — Mikko Raita
- Music By — Samu Haber
- Producer — Jukka Backlund
- Vocals, Acoustic Guitar — Samu Haber